# Día Marítimo Mundial
El Día Marítimo Mundial es una jornada que se celebra anualmente el último jueves de septiembre desde 1978, instaurada por la Organización Marítima Internacional (OMI) en ese mismo año.

## Proclamación
La celebración del Día Marítimo Mundial fue proclamado por resolución IMCO/C XXXVIII/21 de la Organización Marítima Internacional en 1978. Esta proclamación busca destacar la importancia de la seguridad marítima y la protección del medio marino, concienciar sobre la importancia del transporte marítimo seguro y limpio, y para promover la cooperación internacional en estos temas.

## Celebración
La primera celebración tuvo lugar el 17 de marzo de 1978. En 1980, la Asamblea de la OMI decidió que este día se observaría durante la última semana de septiembre, permitiendo a cada gobierno determinar el día específico para la celebración. Finalmente se estableció el último jueves de septiembre. La elección de este día se debe a la relevancia de la OMI en la regulación del transporte marítimo, marcando el final del tercer trimestre, un periodo significativo para la revisión y la reflexión sobre los avances y desafíos del año en curso.  Desde entonces, cada año se centra en un tema diferente relacionado con la seguridad y la sostenibilidad marítima, adaptándose a los desafíos y avances tecnológicos del sector.

## Temas
- 2010: Reconocer la labor de la “Gente de Mar”[5]
- 2011: OMI pide repuesta articulada a la piratería[6]
- 2012: OMI: Cien años después del Titanic[7]
- 2013: Desarrollo sostenible: La contribución de la OMI más allá de Rio + 20[8]
- 2014: Convenios de la OMI: Implantación efectiva[9]
- 2015: La importancia de la educación y formación marítima como garantía para la preservación de la industria marítima[10]
- 2016: El transporte marítimo: indispensable para el mundo[11]
- 2017: Conectando buques, puertos y personas[12]
- 2018: Nuestro legado – un transporte marítimo mejor para un futuro mejor[13]
- 2019: Empoderando a la mujer en la comunidad marítima[14]
- 2020: Un transporte marítimo sostenible para un planeta sostenible[15]
- 2021: La gente de mar: en el corazón del futuro del transporte marítimo[16]
- 2022: Nuevas tecnologías para un transporte marítimo más ecológico[17]
- 2023: 50 años del MARPOL: nuestro compromiso continúa[18]
- 2024: Navegar en el futuro: la seguridad, lo primero[19]

## Iniciativas
Algunas iniciativas propuestas para su cumplimiento mundial:
- 1969: Convenio Internacional sobre la Intervención en Alta Mar en casos de accidentes que causan contaminación por hidrocarburos.
- 1973: Convenio Internacional para Prevenir la Contaminación por los Buques (Marpol).
- 1978: Nuevas medidas en el Convenio Marpol.
- 1982: Convención de las Naciones Unidas sobre el Derecho del Mar.
- 1990: Convenio de Cooperación.
- 1996: Convenio Internacional sobre Responsabilidad e Indemnización de daños en relación con el transporte marítimo de sustancias nocivas y potencialmente peligrosas (SNP).

- 2004: Convenio Internacional para el Control y la Gestión del Agua de Lastre y los Sedimentos de los Buques (BWM).[20]

- 2013: Código Polar adoptado para mejorar la seguridad de las operaciones en aguas polares y proteger el medio ambiente polar.[21]

- 2018: Estrategia inicial de la OMI sobre la reducción de las emisiones de gases de efecto invernadero procedentes de los buques.[22]

- 2020: Implementación del límite global de azufre en los combustibles marinos (0.50% m/m) para reducir la contaminación atmosférica.[23]
- 2023: Nueva Estrategia de Gases de Efecto Invernadero de la OMI, adoptada con el objetivo de alcanzar cero emisiones netas de GEI para 2050.[24]